# غریبه‌ای در آینه
غریبه‌ای در آینه (به انگلیسی: A Stranger in the Mirror) نام رمانی است که توسط سیدنی شلدون نوشته شده است.